# Reprezentacja Norwegii na żużlu
Reprezentacja Norwegii na żużlu – grupa żużlowców reprezentujących Królestwo Norwegii w sportowych imprezach międzynarodowych. Za jej funkcjonowanie odpowiedzialny jest Norges Motorsportforbund (NMF).

## Osiągnięcia

### Mistrzostwa świata
Mistrzostwa świata par
- 3. miejsce (1): 1991

Indywidualne mistrzostwa świata
- 2. miejsce (1):
  - 1966 – Sverre Harrfeldt

Indywidualne mistrzostwa świata juniorów
- 2. miejsce (1):
  - 1994 – Rune Holta
- 3. miejsce (2):
  - 1993 – Rune Holta
  - 2024 – Mathias Pollestad

### Mistrzostwa Europy
Indywidualne mistrzostwa Europy juniorów
- 2. miejsce (1):
  - 2022 – Mathias Pollestad
- 3. miejsce (1):
  - 2023 – Mathias Pollestad

### Pozostałe
Indywidualny Puchar Mistrzów
- 1. miejsce (1):
  - 1991 – Lars Gunnestad